# Cristián Le Dantec
Cristián Le Dantec Gallardo (2 de septiembre de 1953, Valparaíso, Chile) es un General de División en retiro del Ejército de Chile y desde el 23 de febrero de 2010, hasta el 17 de enero de 2011 fue Jefe del Estado Mayor Conjunto de la Defensa de Chile. 

## Biografía
Realizó sus estudios básicos y medios en diversos colegios de Viña del Mar, ingresando a la Escuela Militar el año 1969 y graduándose como subteniente de infantería en 1973. Entre los años 1974 y 1980 desarrolló los cursos de Capacitación Pedagógica en la Escuela Militar, de Instructor Militar de Montaña y de Aplicación de Comandantes de Unidades Fundamentales en la Escuela de Infantería.
En el año 1981 fue destinado a Brasil como alumno del curso de perfeccionamiento para oficiales de infantería en el ejército de ese país. En 1984 ingresó como alumno a la Academia de Guerra del Ejército titulándose como Oficial de Estado Mayor en 1986, obteniendo el Título de Oficial de Estado Mayor con el Grado Académico de Licenciado en Ciencias Militares. Mientras cursaba el segundo año del Curso Regular de Estado Mayor, realizó el curso de Capacitación Pedagógica para Profesor de Academia.

### Títulos obtenidos
- Profesor Militar de Escuela en las asignaturas de Táctica General y Táctica de Infantería.
- Instructor Militar de Montaña y profesor de Academia en la asignatura de Táctica y Operaciones.
- Magíster en Ciencias Militares con mención en Planificación y Gestión Estratégica, el DPA de la Universidad Adolfo Ibáñez.
- Magíster Internacional en gestión de Negocios, de la Universidad Gabriela Mistral.
- Doctor en Estudios Americanos con la especialidad de estudios internacionales en la Universidad de Santiago.

### Destinos y Ascensos
Entre sus destinos destacan: en 1974 al Regimiento de Infantería N.º3 Yungay desde donde es destinado a la Escuela de Suboficiales. En 1981 cumple comisión de servicio en Brasil. A su regreso presta servicios en la Escuela de Infantería, desde la cual postula a la Academia de Guerra.
En el año 1986, egresado de la Academia de Guerra como Oficial de Estado Mayor, es destinado al Comando de Institutos Militares; en 1988 a la Dirección de Operaciones, en 1989 a la Vice Comandancia en Jefe del Ejército, para ser destinado en 1993 como Profesor a la Academia de Guerra.
El año 1996 fue nombrado Comandante del Regimiento de Infantería N.º 5 Carampangue en la Guarnición de Ejército de Baquedano. Al finalizar su mando, es destinado al Centro de Estudios e Investigaciones Militares (CESIM), desde donde es designado en 1998 como primer agregado militar, en la Misión de Chile ante Naciones Unidas con sede en Nueva York.
A su regreso al país en el año 2000, fue destinado a la Comandancia en Jefe del Ejército, asumiendo en paralelo la responsabilidad de dirigir y ejecutar el proyecto del Centro de Entrenamiento Conjunto para Operaciones de Paz. Durante los años 2002 y 2003 se desempeñó como Director de la Academia de Guerra. En el 2003 es ascendido al grado de General de Brigada recibiéndose del mando de la III y IV Divisiones de Ejército, debiendo refundarlas para, posteriormente en el año 2004, desempeñarse como Comandante en Jefe de la III División de Ejército y de la Guarnición General de Ejército de las Regiones VIII, IX y X.
El año 2005 fue designado Comandante del Comando de Infraestructura, para el 2006 ser nombrado Director de Finanzas del Ejército. En el año 2007 fue ascendido al grado de General de División. El 2008 fue designado Comandante de Apoyo a la Fuerza y Comandante de Industria Militar e Ingeniería. Hasta febrero de 2010 se desempeñó como Jefe del Estado Mayor General del Ejército. En 2010, fue nombrado como el primer jefe de Estado Mayor Conjunto, tras la entrada en vigencia de la ley N.º 20.424, que modifica la orgánica del Ministerio de Defensa.
El 17 de enero de 2011 presenta su renuncia indeclinable al cargo de Jefe del Estado Mayor Conjunto en medio de una controversia con el Comandante en Jefe del Ejército.
A partir del año 2012 se dedicó a la docencia en instituciones de educación superior.

## Causa judicial
El 25 de marzo de 2022 fue procesado por la ministra en Visita Romy Rutherford como supuesto coautor del delito de malversación de caudales públicos, por actos cometidos en la Comandancia en Jefe del ejército, mientras se desempeñó como Director de Finanzas del Ejército.